# شركة إدارة الموانئ
شركة إدارة الموانئ هي شركة شحن وتفريغ روسية تفي بصلاحيات الهيئة التنفيذية الوحيدة لموانئ الفحم البحرية المتخصصة في روسيا الواقعة في الشرق الأقصى (ميناء فوستوشني ، خليج رانجل ، إقليم بريمورسكي ) وفي منطقة بحر البلطيق (روسترميناجول جي أس سي ، أوست لوغا ، منطقة لينينغراد ).

## روابط خارجية
- الموقع الرسمي